# 相模 (歌人)
相模（さがみ、生没年不詳：998年（長徳4年）頃 - 1061年（康平4年）以降か）は、平安時代後期の歌人である。中古三十六歌仙、女房三十六歌仙の一人。実父は不詳で、摂津源氏但馬守頼光の養女。母は能登守慶滋保章の娘。

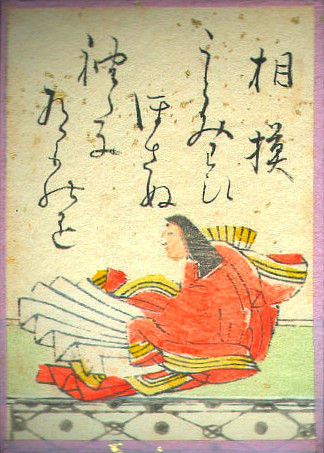
相模 - 近世の百人一首かるた

## 経歴
初名は乙侍従（おとじじゅう）。十代の頃、橘則長の妻となるが離別、1020年（寛仁4年）以前に大江公資の妻となり、「相模」の女房名で呼ばれるようになる。夫の任地相模国に随行したものの、結婚生活が破綻し、1025年（万寿2年）頃離別した。この頃、四条大納言藤原公任の息男であり、自身も歌人として名高い中納言藤原定頼との恋愛も知られている。やがて一条天皇の第1皇女（入道一品宮）脩子内親王に出仕。1049年（永承4年）内親王薨去後は、さらに後朱雀天皇の皇女祐子内親王に仕えた。この間、数々の歌合に名をつらね、後朱雀・後冷泉朝の歌壇で活躍した。彼女は和歌六人党（藤原範永・平棟仲・藤原経衡・源頼実・源頼家・源兼長）の歌道の指導的立場にあったばかりでなく、能因法師・和泉式部・源経信などとの交流もそれぞれの家集から窺える。『後拾遺和歌集』では和泉式部についで第二位の入集歌数を誇る他、以降の勅撰集、家集等に多数作品を残している。

## 逸話
- 帰京後に恋愛関係が表面化する藤原定頼とは、任国下向以前から何らかの交流があり、好意を抱いていた。大江公資に強引に妻にされ、任国下向させられたのは、彼女にとって不本意[注釈 6]なことだった。しかも、夫公資はやがて現地の女性と懇ろになり--といった悩みを、1024年（治安4年）正月、百首の歌に詠んで伊豆走湯権現の社頭に埋めた。すると、4月になって、権現からの返歌だと称する百首の歌が社僧からもたらされた。彼女は、それに対して更に百首の返歌を詠んだ。家集にはそれらが収められているが、権現作と称する百首を詠んだのが誰なのかは未だに不明である[1]。その中に、夫が愛人を作ったことを訴える歌、

権現（夫本人ではないかとも言われる）がなだめるつもりで、
ところが、ごまかしても無駄だと火に油、
「焼け野の野辺の坪菫」という表現に、浮気相手の田舎女に対する敵意と蔑視が感じられる。別の歌では女を「そほづ」（案山子）にも例えている。
- 順徳院は、中期の女流歌人として、赤染衛門・紫式部・和泉式部と並んで相模を挙げ、「上古にはぢぬ歌人」の一人として称賛している[4]。

## 作品
勅撰集
| 歌集名         | 作者名表記  | 歌数  | 歌集名         | 作者名表記  | 歌数 | 歌集名         | 作者名表記  | 歌数 |
| -------------- | ----------- | ----- | -------------- | ----------- | ---- | -------------- | ----------- | ---- |
| 後拾遺和歌集   | さかみ 相模 | 25 15 | 金葉和歌集     | さかみ 相模 | 2 3  | 詞花和歌集     | さかみ      | 4    |
| 千載和歌集     | さかみ 相模 | 1 4   | 新古今和歌集   | 相模        | 11   | 新勅撰和歌集   | さかみ 相模 | 4 14 |
| 続後撰和歌集   | さかみ 相模 | 2 3   | 続古今和歌集   |             |      | 続拾遺和歌集   | 相模        | 1    |
| 新後撰和歌集   |             |       | 玉葉和歌集     | 相模        | 8    | 続千載和歌集   | 相模        | 4    |
| 続後拾遺和歌集 | 相模        | 1     | 風雅和歌集     | 相模        | 1    | 新千載和歌集   | 相模        | 2    |
| 新拾遺和歌集   | 相模        | 1     | 新後拾遺和歌集 |             |      | 新続古今和歌集 |             |      |

定数歌・歌合
| 名称                       | 時期                    | 作者名表記 | 備考                     |
| -------------------------- | ----------------------- | ---------- | ------------------------ |
| 賀陽院水閣歌合             | 1035年（長元8年）       |            | 関白左大臣藤原頼通の主催 |
| 一品宮歌合                 | 1038年（長暦2年）       |            |                          |
| 源大納言師房家歌合         | 1038年（長暦2年）       |            |                          |
| 弘徽殿女御生子歌合         | 1041年（長久2年）       |            |                          |
| 六条斎院（禖子内親王）歌合 | 1048年（永承3年）       |            |                          |
| 内裏歌合                   | 1049年（永承4年）       |            |                          |
| 前麗景殿女御延子歌絵合     | 1050年（永承5年）       |            |                          |
| 祐子内親王歌合             | 1050年（永承5年）       |            |                          |
| 内裏歌合                   | 1051年（永承6年）5月5日 |            |                          |
| 皇后宮寛子春秋歌合         | 1056年（天喜4年）       |            |                          |

私家集
- 『相模集』（一名『玉藻集』『思女集』）：4系統の伝本が知られている。
  - 流布本『相模集』（浅野家本）
  - 異本『相模集』
  - 『思女集』
  - 『針切相模集』
- 自撰の『物思ふ女の集』という家集があったとされるが、現存『相模集』諸本との関係は不明。

## 百人一首
- 65番[5]